# Autoportrait (Bellini)
 (mars 2018).
Si vous disposez d'ouvrages ou d'articles de référence ou si vous connaissez des sites web de qualité traitant du thème abordé ici, merci de compléter l'article en donnant les références utiles à sa vérifiabilité et en les liant à la section « Notes et références ».
Pour les articles homonymes, voir Autoportrait (homonymie).
L'Autoportrait de Bellini est une peinture à l'huile  du peintre italien Giovanni Bellini, daté d'environ 1500 et conservé dans la Galerie Capitoline au sein des Musées du Capitole à Rome. 
Cet autoportrait peut être rapproché du Portrait d'homme réalisé à la même époque par l'artiste, et actuellement conservé au Musée des Offices de Florence.

## Description
Le portrait reprend la mode en vogue depuis les dernières décennies du XVe siècle, à savoir les personnages de trois-quarts représentés en buste derrière un parapet, où, comme ici, est placée la signature du peintre (IOANNES BELLINVS). L'œuvre témoigne de la reprise des contacts entre Flamands et Italiens à la fin du siècle, avec de fortes similitudes avec l'œuvre de Hans Memling.
Le peintre porte une robe noire et une coiffe de la même couleur, ce qui atteste sa position socialement dominante, car il s'agissait d'une des couleurs de tissus les plus chères à l'époque. Le visage est calme et imperturbable, comme dans les autres œuvres de l'artiste.
Le ciel nuageux en arrière-plan, identique à celui du  Portrait d'homme  du musée des Offices, s'adapte chromatiquement au portrait.

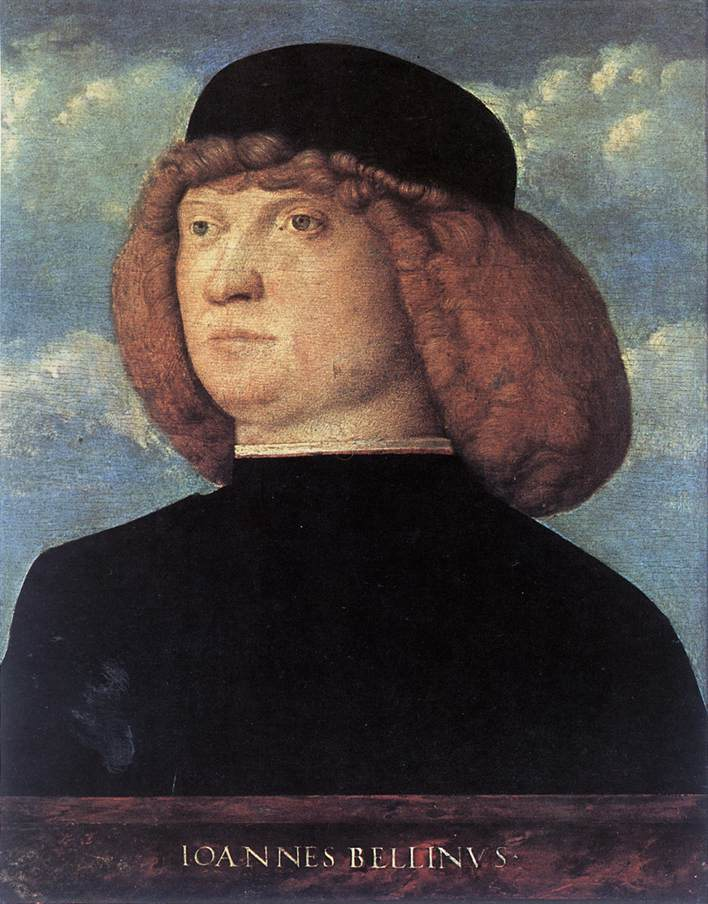
Portrait d'homme, Bellini, Musée des Offices (Florence)